# لوبوش بارتون
لوبوش بارتون (بالتشيكية: Luboš Bartoň)‏ مواليد 7 أبريل 1980 في تشيسكا ليبا، تشيكوسلوفاكيا، هو لاعب كرة سلة تشيكي سابق. بدأ مسيرته الاحترافية في سنة 1996. يبلغ طوله 6 قدم 7.5 بوصة (2.0 م). اعتزل اللعب في 2016.

## المسيرة الاحترافية
لعب مع فورتيتودو بولونيا في الدوري الإيطالي في موسم 2002–2003، ثم لعب مع فيرتوس روما من سنة 2003 إلى 2005، ثم لعب مع جوفينتوت بادالونا في الدوري الإسباني من سنة 2005 إلى 2008، ثم لعب مع نادي برشلونة لكرة السلة من سنة 2008 إلى 2010، ثم لعب مع بالونكيستو فوينلابرادا في الدوري الإسباني من سنة 2010 إلى 2012، ثم لعب مع جوفينتوت بادالونا في سنة 2012.

## روابط خارجية
- لوبوش بارتون على موقع الاتحاد الدولي لكرة السلة (الإنجليزية)
- لوبوش بارتون على موقع الدوري الأوروبي لكرة السلة (الإنجليزية)
- لوبوش بارتون على موقع الدوري الإسباني لكرة السلة (الإسبانية)
- لوبوش بارتون على موقع كرة السلة الأوروبية.كوم (الإنجليزية)
- لوبوش بارتون على موقع كلية كرة السلة في سبورتس رفرنس.كوم (الإنجليزية)
- لوبوش بارتون على موقع ريلجم (الإنجليزية)
- لوبوش بارتون على موقع بروبوليرز (الإنجليزية)
- لوبوش بارتون على موقع سبورتس رفرنس (الإنجليزية)